# O dolce selva solitaria, amica
O dolce selva solitaria, amica è un sonetto delle Rime di Giovanni Della Casa, nel quale il poeta rivolge domande sulla vita a un’entità astratta (la natura della selva del Montello), senza però ricevere risposte.

## Testo e parafrasi
| Testo | Parafrasi |
| --- | --- |
| O dolce selva solitaria, amica de' miei pensieri sbigottiti e stanchi, mentre Borea ne' dì torbidi e manchi d'orrido giel l'acre e la terra implica, e la tua verde chioma ombrosa, antica come la mia, par d'ognintorno imbianchi, or, che 'n vece di fior vermigli e bianchi, ha neve e ghiaccio ogni tua piaggia aprica, a questa breve nubilosa luce vo ripensando, che m'avanza, e ghiaccio gli spirti anch'io sento e le membra farsi; ma più di te dentro e d'intorno agghiaccio, ché più crudo Euro a me mio verno adduce, più lunga notte e dì più freddi e scarsi. | O dolce selva solitaria, amica dei miei pensieri sconvolti e stanchi, Mentre Borea nei giorni cupi e brevi ricopre di un gelo il vento e la terra, e la tua verde chioma, ombrosa, vecchia come la mia, sembra che tutt’intorno diventi bianca, ora, che invece di fiori rossi e bianchi tutti i tuoi prati assolati hanno neve e ghiaccio io vado, ripensando a questa breve e nuvolosa luce che mi resta da vivere, e mi sembra che diventino pure ghiaccio sia l’anima che il corpo; ma mi raggelo più di te, dentro e intorno perché la mia vecchiaia mi porta un vento più crudele, una notte più lunga giornate più fredde e più brevi. |

## Struttura metrica
Il sonetto è costituito da 14 versi, divisi in quattro strofe: 2 quartine e 2 terzine. Le rime sono costituite secondo lo schema metrico ABBA-ABBA; CDE-DCE.